# 심태윤
심태윤(1976년 2월 23일 ~ )은 대한민국 가수 겸 작곡가, 작사가이며 기업가이다. 그는 서울예술대학교 연극과 전문학사 출신이다.
1996년 '금촌댁네 사람들'로 데뷔 후 2001년 12월, 1집 앨범을 발표하여, 2002년과 2003년에 걸쳐, '뭡니까', '짝', '뱅뱅뱅', '클라라', '편지' 등의 많은 히트곡을 남겼다. 2006년부터는 'Stay(스테이)'라는 가명으로 가수 겸 작곡가 겸 작사가 겸 음악프로듀서로 활동하고 있다. 2009년 8월 3일, 전 샤크라의 멤버 황보의 '아리송(Arisong)' 을 작사, 작곡, 프로듀서하기도 했는데, 이 곡은 영국에서 선공개하여, 유럽 최대 하우스·클럽 음악 차트이자 영국 최대 댄스 음악 차트인 '주노다운로드(junodownload)'에서 한국 가수 최초로 싱글차트 1위를 차지하는 기염을 토했다. 심태윤은 개인 사업도 병행하고 있으며, 2008년부터 연예인 자원봉사단체인 '한국 컴패션'에서 밴드활동과 자원봉사활동도 병행하며 '컴패션밴드'의 리더로 활동중이다.

## 음반
- 2002년 1집 <뭡니까 / 짝 / 뱅뱅뱅 / 클랄라 / 편지>
- 2005년 싱글 <질겅 질겅>
- 2007년 디지털싱글 <나를 잊지 말아요>
- 2009년 디지털싱글 <너를 사랑하는게...>
- 2010년 디지털싱글 Your Name Is Love

## 그 외 활동

### 영화
- 2009년 《돌멩이의 꿈》 ... 심 실장 역

## 같이 보기
- 황보